# Yue kuai le, yue duo luo
Yue kuai le, yue duo luo é um filme de drama hong-konguês de 1998 dirigido por Stanley Kwan e escrito por Jimmy Ngai e Elmond Yeung. Estrelado por Chingmy Yau e Sunny Chan, a obra, vencedora do Teddy Award, estreou em seu país de origem em 14 de fevereiro.

## Elenco
- Chingmy Yau - Ah Moon/Rosa Gao
- Sunny Chan - Fung Wai
- Eric Tsang - Tong
- Lawrence Ko - A-che
- Sandra Ng Kwan Yue
- Tony Rayns - amigo de Rosa